# وارن بافت
وارن إدوارد بافت (من مواليد 30 أغسطس 1930)، هو رجل أعمال أمريكي ومستثمر وفاعل خير. يشغل حاليًا منصب رئيس مجلس الإدارة والرئيس التنفيذي لشركة بيركشير هاثاواي. يعتبر بافيت أحد أشهر الأثرياء في العالم نتيجة لنجاحه الاستثماري الهائل. اعتبارًا من يونيو 2023 كان يمتلك ثروة صافية قدرها 117 مليار دولار مما جعله خامس أغنى شخص في العالم.
ولد بافيت في أوماها في ولاية نبراسكا، وهو نجل عضو الكونغرس ورجل الأعمال هوارد بافيت. طور بافيت اهتمامًا بالأعمال والاستثمار خلال شبابه، فالتحق في النهاية بكلية وارتون لإدارة الأعمال بجامعة بنسلفانيا عام 1947 قبل أن ينتقل إلى جامعة نبراسكا ويتخرج منها في بعمر 19 سنة. كما درس وتخرج من كلية كولومبيا للأعمال، حيث صاغ فلسفته الاستثمارية حول مفهوم استثمار القيمة الذي ابتكره بنيامين غراهام.
التحق بافيت بمعهد نيويورك المالي لتعزيز معرفته بالاقتصاد وبعد فترة وجيزة بدأ العديد من الشراكات التجارية الاستثمارية بما في ذلك الشراكة مع جراهام. أسس شركة (بافيت بارتنرشيب) المحدودة، وبمرور الوقت استحوذت شركته الاستثمارية على شركة بيركشاير هاثاواي لتصنيع المنسوجات، والتي حولها بافيت لاحقًا إلى شركة قابضة متنوعة. في النهاية تولى منصب رئيس مجلس إدارة الشركة وأصبح المساهم الأكبر فيها في عام 1970. وفي عام 1978 انضم تشارلي منغر إلى بافيت ليتولى منصب نائب الرئيس.
منذ عام 1970، يتولى بافيت منصب رئيس مجلس الإدارة والمساهم الأكبر في شركة بيركشاير هاثاواي، وهي إحدى الشركات القابضة الرائدة في أمريكا والعالم. يُطلق على بافيت في وسائل الإعلام العالمية اسم "أوراكل" أو "سيج" نتيجة لتراكم ثروة هائلة مستمدة من نجاح أعماله واستثماراته. وقد لوحظ أنه يتمسك بمبادئ الاستثمار القيمي، والاقتصاد الشخصي على الرغم من ثروته الهائلة.
بافيت هو أيضًا فاعل خير معروف عالميًا، حيث تعهد بالتخلي عن 99 في المائة من ثروته بمنحها بشكل أساسي إلى مؤسسة بيل ومليندا غيتس. أطلق بافيت أيضًا حملة خيرية باسم (تعهد عطاء) في عام 2010 مع بيل جيتس، حيث تعهد المليارديرات حول العالم بالتخلي عن نصف ثرواتهم على الأقل لصالح الأعمال الخيرية.

## نشأته
ولد وارن بافت عام 1930 في أوماها بولاية نبراسكا, كانت عائلته تدير متجراً للبقوليات في أوماها في الفترة الواقعة بين عامي 1869 و1969, وكان والده هاوارد سمساراً في سوق الأسهم وعضواً في مجلس النواب عن الحزب الجمهوري، وكانت أمه ليلي ستال سيدة منزل. على الرغم نشأته في الكنيسة المشيخية الاّ أن وارن بافت يعرّف نفسه لاأدري.
في عام 1941 عندما أصبح وارن بافت في سن الحادية عشر، بدأ يعمل في بيت السمسرة الذي كان يديره والده حيث اشترى أسهمه الأولى. وعندما أصبح في الرابعة عشر من عمره (1945) كان يجني 175$ دولاراً في الشهر من توزيع صحيفة واشنطن بوست. كما اشترى أرضاً زراعية في نبراسكا مساحتها 40 آر مقابل 1200$ دولار.

## تعليمه
في عام 1947_1949 التحق بكلية وارتون التابعة لجامعة بنسلفانيا, ثم انتقل إلى جامعة نبراسكا وتخرج منها. وفي عام 1950 حاز على درجة بكالوريوس في العلوم من جامعة نبراسكا، وفيما كان في السنة الأكاديمية الرابعة، قرأ كتاب المستثمر الذكي (بالإنجليزية: The Intelligent Investor)‏ لبنيامين غراهام, والذي ينصح بتجنب الأسهم التي سرعان ما تختفي وبشراء الأسهم التي تعرض بأسعار تقل عن قيمتها الحقيقية. رُفض طلبه للالتحاق بكلية هارفارد للتجارة، ولذلك التحق بكلية التجارة بجامعة كولومبيا حيث درس كتاب غراهام. وتخرج من جامعة كولمبيا عام 1951.

## رحلته إلى الثروة

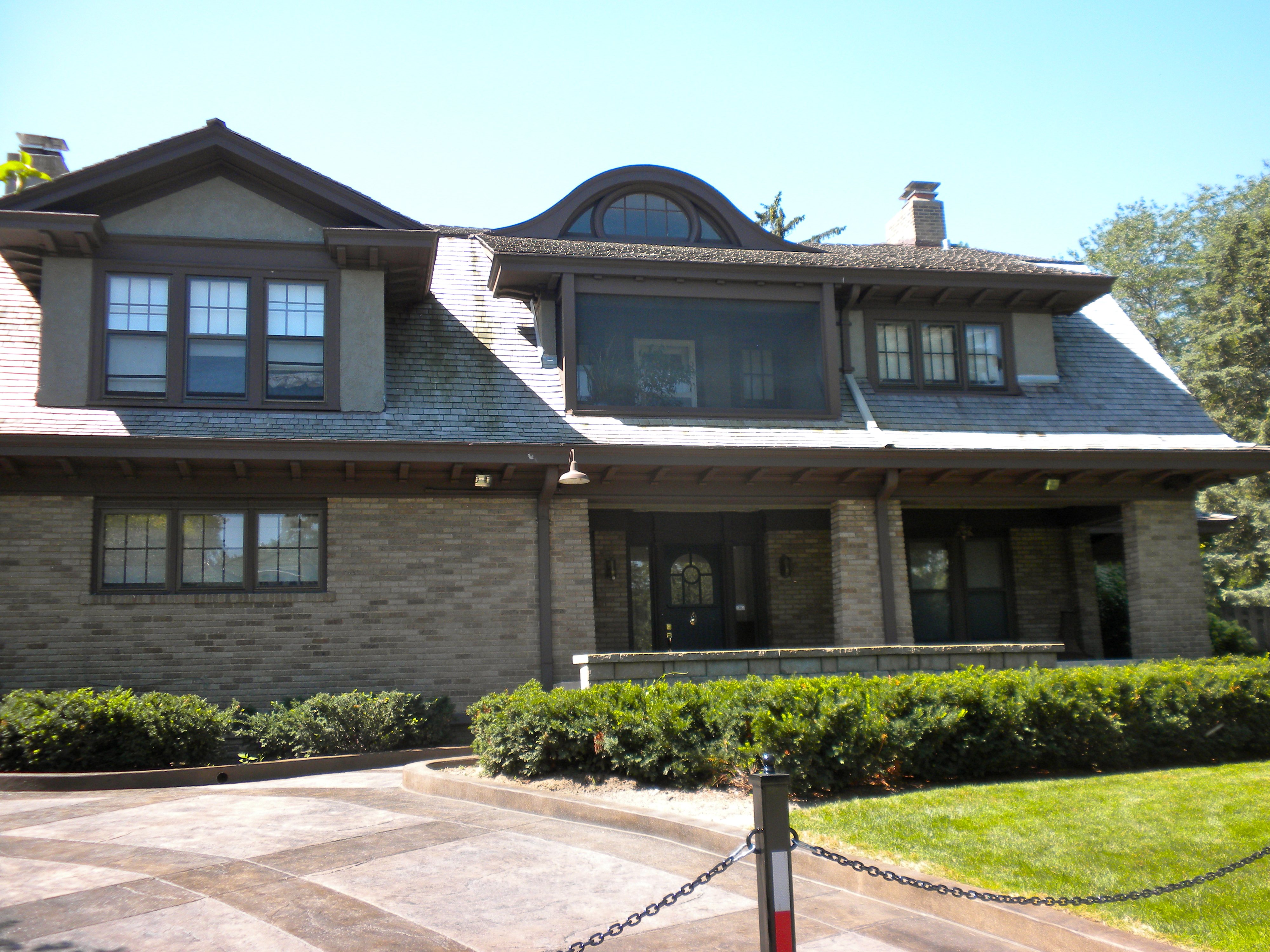
منزل بافت في أوماها

بعد تخرجه من جامعة كولومبيا ذهب لكي يعمل في وال ستريت, مخالفاً نصيحة والده ونصيحة غراهام. ثم عاد بعد ذلك إلى اوماها ليصبح سمساراً في مؤسسه والده ومدرساً لمادة التجارة في الصفوف المسائية. في عام 1954 حصل على وظيفة براتب 12000 دولار في السنة في نيويورك حيث كان يساعد في إدارة شركة غراهام المتضامنة للاستثمار.
في عام 1956 عاد بافت إلى أوماها - بعد أن تقاعد غراهام وحل شركته- ليؤسس بافت أسوشيتس المحدودة برأس مال 105000 دولار جمعه من الأصدقاء وأفراد العائلة، إضافة إلى مساهمته بمبلغ 100 دولار. ثم أسس في وقت لاحق شركتين متضامنتين ليدمج الشركات الثلاثة في نهاية الأمر. ووضع لنفسه هدف بأن يتغلب على الداو بمقدار عشرة نقاط مئوية كل عام. وبعد خمس سنوات (1962) أصبحت الشركة المتضامنة تساوي 7.2 مليون دولار., وزادت ثروة بافيت عن مليون دولار.وفي نفس العام تم دمج كافة الشركات المتضامنة في بافيت بارتنر شيبس المحدودة التي بدأت تشتري أسهم Berkshire Hathaway بيركشاير هاثواي, نيو بيدفورد المتعثرة، وماس تيكستايل ميل مقابل أقل من 7.6 دولارات للسهم الواحد. كما استخدم رأس مال بيركشاير في الاستثمار في القطاعات التجارية الأخرى مثل قطاع التأمين.
مع حلول عام 1963 أصبحت بافيت بارتنر شيبس المحدودة أكبر مالك للأسهم في بيركشاير. وسيطر عليها في عام 1965.وفي عام 1967 فاقت ثروة بافت الصافية 10 مليون دولار, وفي تلك السنة اشترت بيركشاير هثواي شركة ناشونال إندمنتي للتأمين مقابل 8.6 مليون دولار. لكن في عام 1969 تم حل الشركة بعد أن حققت عائدات سنوية متراكبة بلغت نسبتها 29.5% مقابل 7.4 للداو. وهذا ما دفع بافيت إلى الاستنتاج بأن الكثير جداً من الأسهم تعرض بأسعار تفوق كثيراً قيمتها الحقيقية. تضمنت الأرصدة التي جرى توزيعها على الشركاء أسهم شركة بيركشاير هاثواي. وباتت ثروة بافيت تقدر بحوالي 25 مليون دولار.

## وصلات خارجية
- وارن بافت على موقع IMDb (الإنجليزية)
- وارن بافت على موقع الموسوعة البريطانية (الإنجليزية)
- وارن بافت على موقع مونزينجر (الألمانية)
- وارن بافت على موقع تيرنر كلاسيك موفيز (الإنجليزية)
- وارن بافت على موقع إن إن دي بي (الإنجليزية)
- وارن بافت على موقع قاعدة بيانات الفيلم (الإنجليزية)
- أغنياء الفوركس : وارن بافيت
- Berkshire Hathaway الموقع الرسمي لشركة
- السيرة الشخصية لوارن بافت